# Echinodorus osiris
Echinodorus osiris е водно и аквариумно растение от род Ехинодорус.

## Произход на името
Echinodorus – вж. ехинодорус; osiris – заради Бразилската ферма за водни растения Lotus Osiris.

## Описание
Надводен лист: дръжка с дължина 40-70 cm, петура с дължина 15-25 cm и ширина 7-15 cm, елипсовидна или тясна яйцевидна. Подводен лист: дръжка с дължина 10-40 cm, петура с дължина 10-30 cm и ширина 3-9 cm, тясна елипсовидна или тясна ланцетна. Ръбът е повече или по-малко накъдрен. (3)5(7) жилки на лист. Понякога има точковидни оцветявания по листа. Съцветието може да достигне дължина до 1 m, с дъщерни растения около цветовете. Често цветовете не се разтварят, стерилни са и не произвеждат семена.

## Разпространение
Няколко хабитата в южна Бразилия. През август 1967 (зимен период в региона) Schulze (по К. Каселман) открива популация на E. osiris заедно с други представители на род Ехинодорус в бързотечаща река източно от град Куритиба (Curitiba), щата Парана. Параметрите на описания хабитат са – бедна на хранителни вещества вода, нулева обща твърдост, pH 6,2, температура 12-15 °C, популацията е открита на слънчево място с дълбочина 50 см върху субстрат от едър чакъл. През март 1994 Wanke и Wanke изследват популации на E. osiris в две реки в провинция Guarapuava, щата Парана. Параметри на хабитатите – температури съответно 21/20 °C, pH 6,3/6,5, електропроводимост на водата под 20 mS/cm.
|  |  |  |

## Култивиране
Echinodorus osiris е едно от най-подходящите за култивиране в аквариумни условия растения от род Ехинодорус. Развива се добре при интензивно осветление и богат хранителен грунт. Непретенциозно е към твърдостта на водата. Оптималната температура е в обхвата 18-26 °C. Размножаването се извършва изключително чрез дъщерни растения на съцветията, заради липсата на семена. Въможно е и размножаване чрез деление на ризомата.